# Albatros D.V
El Albatros D.V fue un caza biplano alemán utilizado durante la Primera Guerra Mundial por el Servicio Aéreo del Ejército Imperial Alemán (Luftstreitkräfte). El D.V fue el desarrollo final de la familia de aeronaves Albatros D.I y Albatros D.III y el último caza Albatros en participar en servicio operacional. A pesar de sus bien conocidas deficiencias y su obsolescencia, aproximadamente 900 Albatros D.V y 1.612 Albatros D.Va fueron construidos.

## Desarrollo y producción

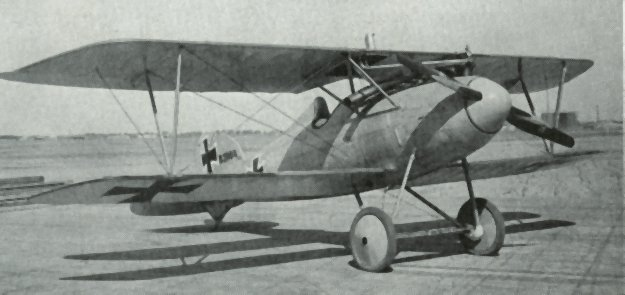

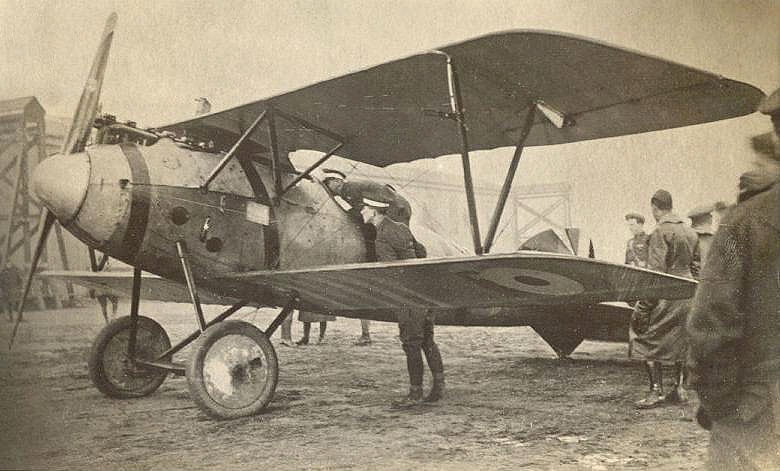
Un Albatros D.V (Serie:D.1162/17) capturado y con insignias británicas.

Con objeto de contrarrestar la creciente superioridad de los cazas aliados, en abril de 1917, Albatros recibió un pedido de la Idflieg (Inspektion der Fliegertruppen) para el desarrollo de una versión mejorada del D.III.
El resultante Albatros D.V mostraba un nuevo fuselaje de sección transversal de forma más elíptica para mejorar la aerodinámica, y en consecuencia reducir la resistencia al avance, el cual era 32 kg más ligero que el fuselaje del D.III. El prototipo del D.V mantenía las superficies de cola estándar del D.III, pero los ejemplares de producción utilizaban un timón más grande y redondeado como el del Albatros D.III construido por OAW (Ostdeustche Albatros Werke). El D.V también mostraba una aleta ventral más grande. El ala superior fue reposicionada casi 13 cm más pegada al fuselaje, mientras que el ala inferior estaba unida al fuselaje sin estructuras aerodinámicas adicionales. Las alas por sí mismas eran similares al modelo estándar del D.III, excepto por la corrección de la estructura de cables del alerón; se revisaron los mandos de los alerones y se adoptó un buje de hélice de mayor diámetro y la inclusión de un apoyacabezas para el piloto; como éste reducía la visibilidad hacia atrás, muchos pilotos prefirieron desmontarlo. 
Los aparatos que fueron destinados a Palestina utilizaban dos radiadores en las alas para poder lidiar con el clima más cálido.

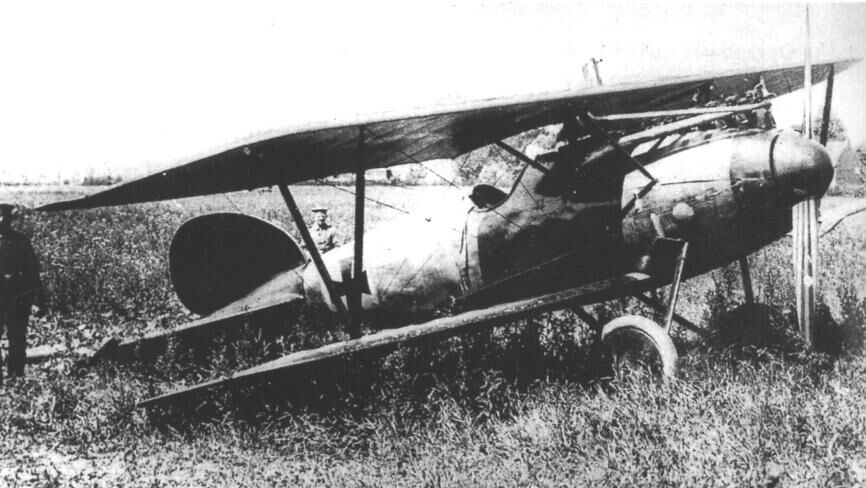
El Albatros D.V perteneciente a Manfred von Richthofen el Barón Rojo.

El D.V ofrecía una ligera ventaja en el desempeño sobre el D.III; esta ventaja se daba por el uso de motores de mayor potencia. La mayoría de las aeronaves D.V fueron acondicionadas con el motor Mercedes D.IIIa de 170 CV pero los últimos ejemplares D.V y casi todos los D.Va fueron equipados con motores Mercedes D.IIIaü de alta compresión y con una potencia de 180 CV.

## Historia operacional
El Albatros D.V entró en servicio en mayo de 1917 y, como el D.III que lo antecedió, empezó a mostrar fallas estructurales en el ala inferior casi inmediatamente. De hecho, la evidencia circunstancial sugiere que el D.V era aún más proclive a fallos en el ala inferior que el D.III. Más aún, el D.V ofrecía muy poca mejora en el desempeño. Este hecho causó una considerable baja en la moral de los pilotos de la línea del frente. Manfred von Richthofen era particularmente crítico con la nueva aeronave. En una carta fechada en julio de 1917, describió al D.V como “tan obsoleto y tan ridículamente inferior a los ingleses que uno casi no podía hacer nada con esta aeronave”.
En octubre de 1917, la producción se cambió al Albatros D.Va, que revirtió la estructura de cableado de los alerones a como era en el D.III, para proveer una respuesta de control más positiva. Las alas del D.III y el D.Va eran, de hecho, intercambiables. En un esfuerzo para resolver los continuos problemas con la estructura de las alas, el D.Va también mostraba una manga metálica para fortalecer la estructura principal del ala inferior, así como un pequeño brazo metálico que conectaba los soportes de las alas (soportes en “V”) con el borde de ataque de las alas inferiores. Estas modificaciones hicieron más pesado (23 kg, 50 lb) al D.Va que su antecesor el D.III, mientras que fallaron por completo en solucionar los problemas estructurales del modelo.

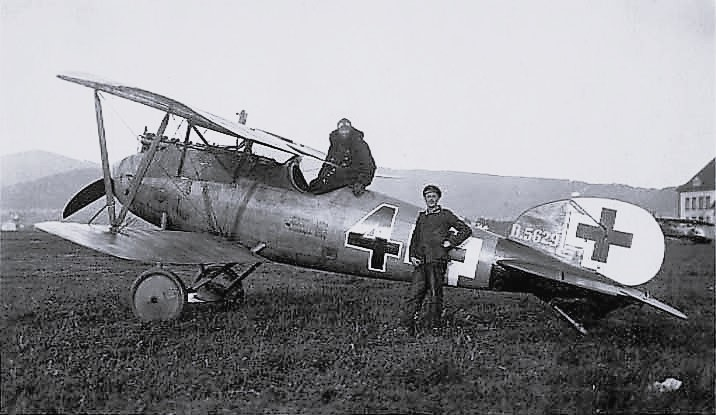
Albatros D.Va, de serie D.5629/17.

Los problemas estructurales del nuevo Fokker Dr.I y el mediocre desempeño del Pfalz D.III no le dejaron a la Luftstreitkräfte alternativa alguna para el D.Va, hasta que el Fokker D.VII entró al servicio en el verano de 1918. Para mayo de 1918, 131 aeronaves D.V y 928 aeronaves D.Va estaban en servicio en el Frente Occidental, en Italia y en Palestina. Las cantidades empezaron a declinar a medida que se terminaba la producción; sin embargo, el D.Va permanecería en amplio uso en el frente hasta la firma del Armisticio.
Hoy en día, dos aeronaves D.Va sobreviven en museos, el Serie D.7161/17 se muestra en el National Air and Space Museum en Washington D. C. Vista inferior, usando las marcas del Jasta 46, y el Serie D.5390/17 se muestra en el Australian War Memorial en Canberra, Australia.

## Especificaciones (D.V)

### Características generales
- Tripulación: 1
- Longitud: 7,3 m (24 ft)
- Envergadura: 9 m (29,7 ft)
- Altura: 2,7 m (8,9 ft)
- Superficie alar: 21,2 m² (228,2 ft²)
- Peso vacío: 687 kg (1514,1 lb)
- Peso cargado: 937 kg (2065,1 lb)
- Planta motriz: 1× Lineal Mercedes D.IIa.
  - Potencia: 180 HP (132 kW; 183 CV)

### Rendimiento
- Velocidad máxima operativa (Vno): 187 km/h (116 MPH; 101 kt)
- Alcance: 2 horas
- Techo de vuelo: 3000 m (9843 ft)
- Régimen de ascenso: 3,8 m/s (754 ft/min)

### Armamento
- Armas de proyectiles: 2 x ametralladora 7,92 mm Maxim LMG 08/15 "Spandau"